# しとどの窟
しとどの窟（しとどのいわや）は、神奈川県真鶴町と、湯河原町にある源頼朝が隠れたとされる洞窟である。

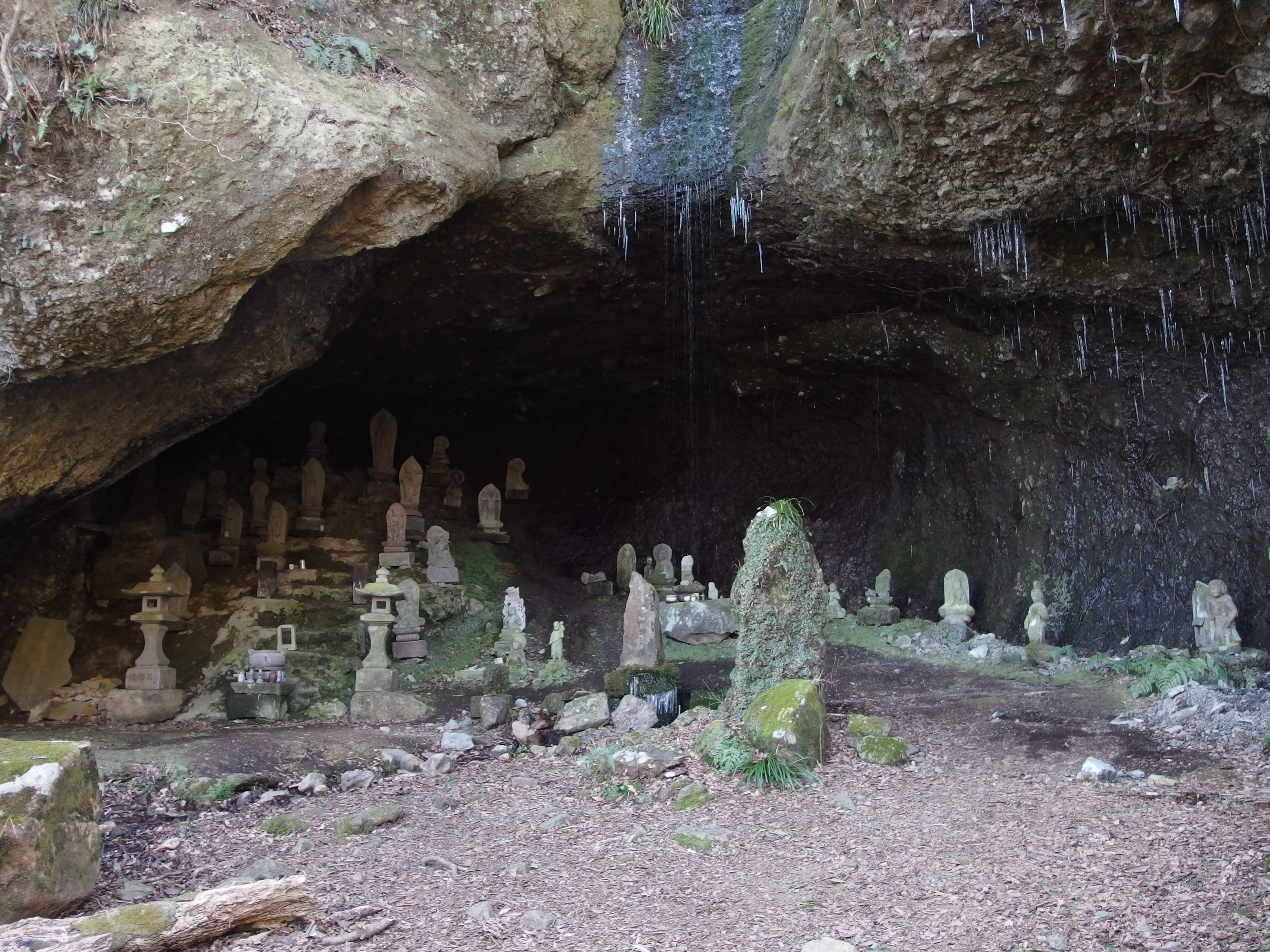
土肥の椙山の「しとどの窟」

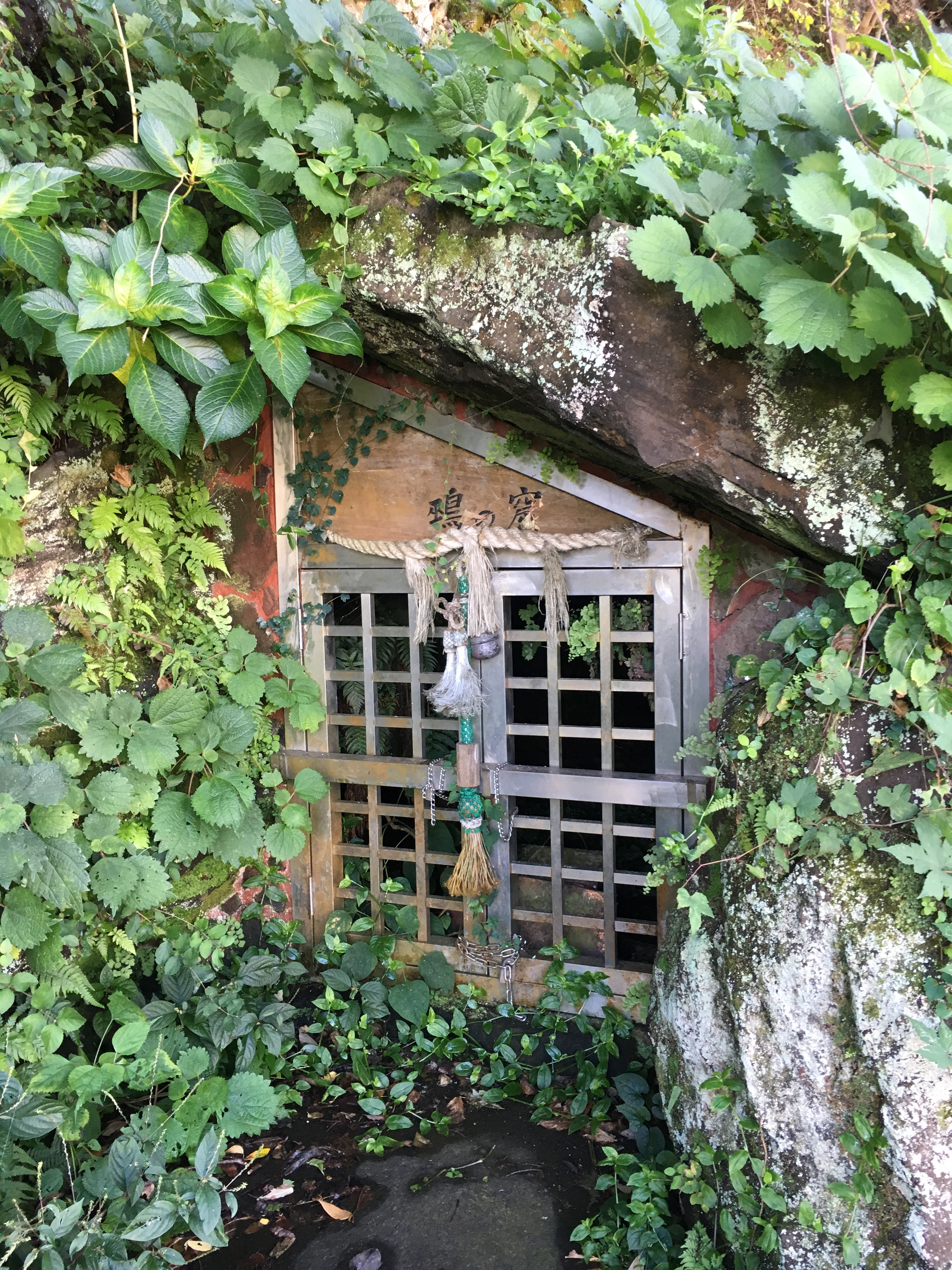
真鶴町の「しとどの窟」

## 概要
真鶴町真鶴港の近く、及び湯河原町北西に連なる城山にそれぞれある源頼朝ゆかりの史跡である。治承4年（1180年）8月24日、石橋山の戦いで平家に敗れた源頼朝が、しとどの窟に身を隠し、平家方の梶原景時に見つかったものの、 景時の情けで見逃され難を逃れた。箱根権現別当のもとに逃れた後、岩海岸（現在の岩海水浴場）から安房国へと脱出したと伝えられている。治承5年(1181年)12月25日、専光房良暹の弟子僧が、しとどの窟に隠した源頼朝の守り本尊の正観音像を見つけ出し、鎌倉の頼朝に届けた。
2か所あることから、昭和時代初期には双方が真贋を争うこともあったが、現在は「頼朝は房総半島へ渡るまでに、いくつかの場所に身を隠したのではないか」ということにされている。「しとどの窟」の由来は、追手が「シトト」と言われる鳥が急に飛び出してきたので、人影がないものとして立ち去ったからと言われている。

真鶴町指定文化財。

## しとどの窟の変化
真鶴町真鶴港の近くのしとどの窟は、頼朝の時代には130mの奥行きがあったと言われるが徐々に波に削られ江戸時代末期には間口3m、奥行き11mほどの大きさとなっていた。当時の窟は海に面していたが、関東大震災による土地の隆起で現在の高さとなった。さらに第二次世界大戦時、真鶴岬溶岩（安山岩質）から成るこの場所は、三浦半島に海軍飛行場を作るため、資材として多くの石が切り出され、今の規模となった。江戸時代末期に築かれた品川台場（砲台）にも真鶴産の石が使われており、同地内に品川台場礎石の碑として礎石だけが移されている。

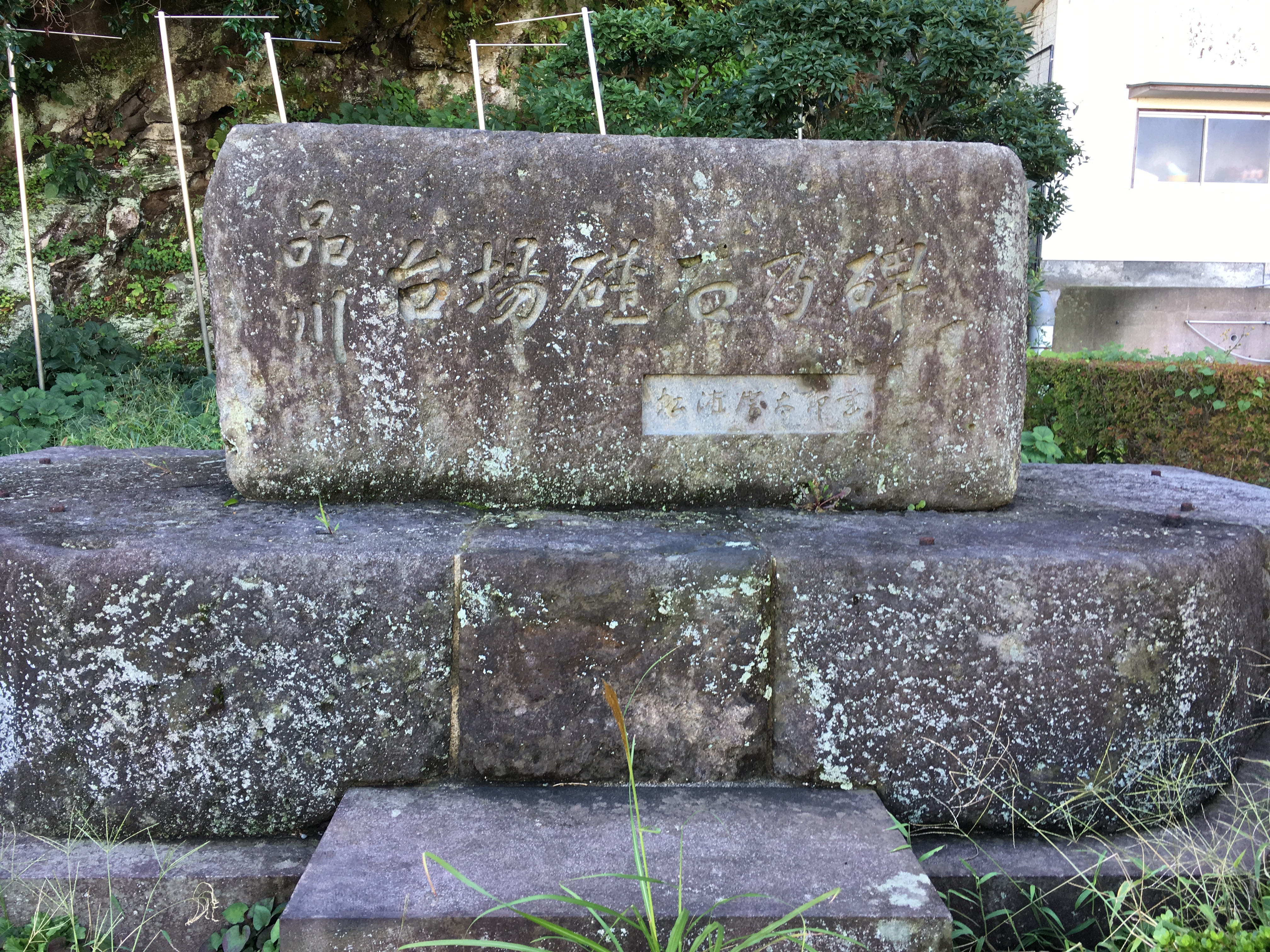
品川台場礎石の碑

## 真鶴の三名字の由来
真鶴に古くからある名字として「青木」「五味（ごみ）」「御守（おんもり）」の3つがある。頼朝がしとどの窟に身を隠した際に手助けをした功として、手助けの内容にちなんだ姓を与えたという言い伝えがある。木の枝で入り口を隠した者には「青木」、食料の手配をした者には五つの味わいを意味する「五味」、追手から頼朝を守るための見張り役をした者に「御守」の三名字である。

## アクセス

### 真鶴町
- 徒歩

東海道本線・真鶴駅より徒歩17分
- バス

東海道本線・真鶴駅より、伊豆箱根バス・箱根登山バス ケープ真鶴行きバス「魚市場」下車

### 湯河原町
- ハイキングコースを歩く場合

東海道本線・湯河原駅から徒歩1時間半
- バスを利用する場合

東海道本線・湯河原駅から、伊豆箱根バス・箱根登山バス 元箱根行「しとどの窟」バス停下車 徒歩20分